# Fricamps
Fricamps est une commune française située dans le département de la Somme, en région Hauts-de-France.

## Géographie

### Localisation
Fricamps est un village picard de l'Amiénois.
À vol d'oiseau, la localité est située à 5 km au nord de Poix-de-Picardie, 23 km au sud-ouest d'Amiens, 34 km au sud-est d'Abbeville et à 43 km au nord de Beauvais.
Le territoire de la commune est limitrophe de ceux de quatre communes.
Les communes limitrophes sont  Bussy-lès-Poix, Croixrault, Saint-Aubin-Montenoy et Thieulloy-l'Abbaye.

### Hydrographie
La commune est située dans le bassin Artois-Picardie. Elle n'est drainée par aucun cours d'eau.

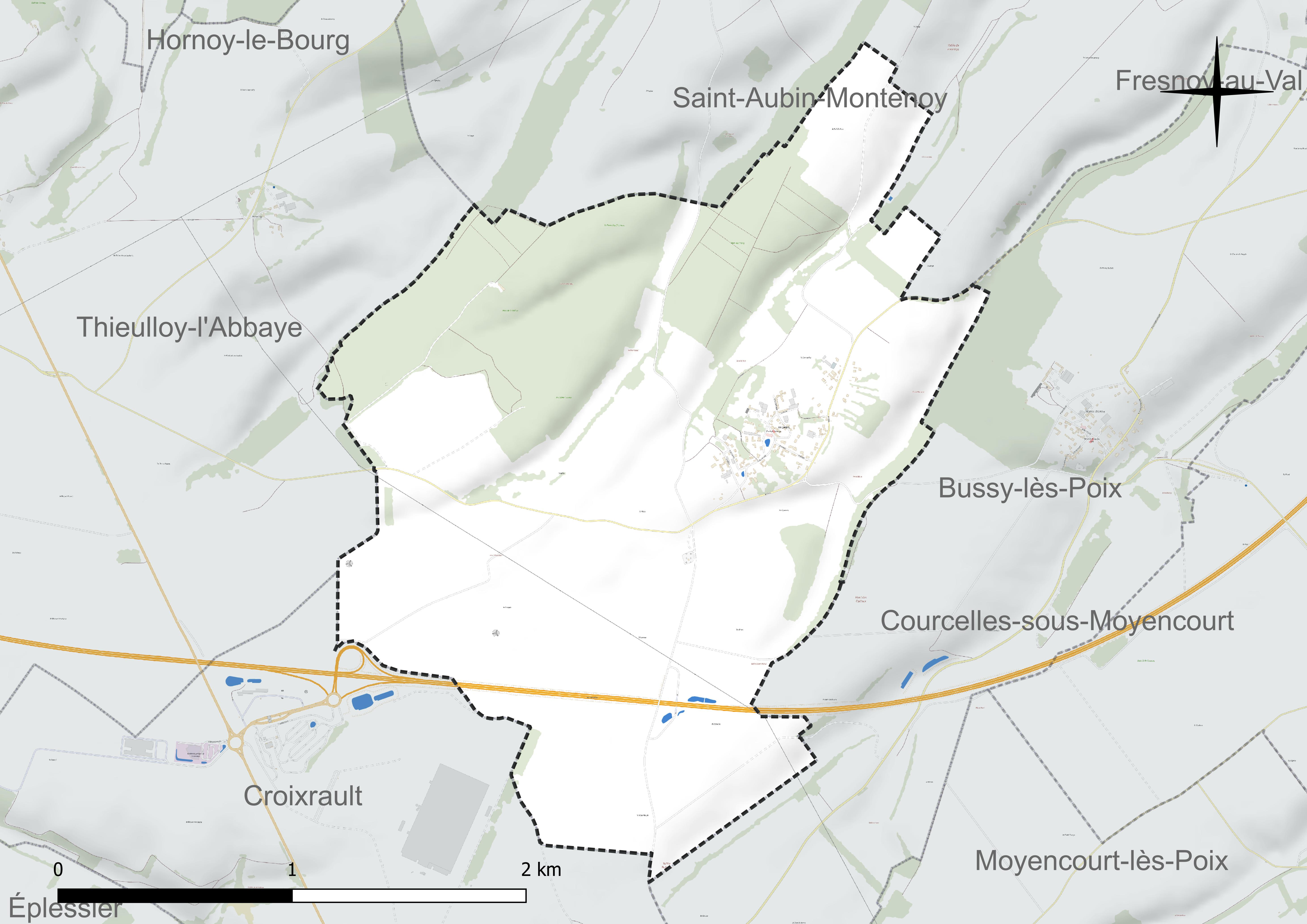
Réseau hydrographique de Fricamps.

### Climat
Pour des articles plus généraux, voir Climat des Hauts-de-France et Climat de la Somme.
En 2010, le climat de la commune est de type climat océanique dégradé des plaines du Centre et du Nord, selon une étude du CNRS s'appuyant sur une série de données couvrant la période 1971-2000. En 2020, Météo-France publie une typologie des climats de la France métropolitaine dans laquelle la commune est exposée à un climat océanique et est dans la région climatique Côtes de la Manche orientale, caractérisée par un faible ensoleillement (1 550 h/an) ; forte humidité de l'air (plus de 20 h/jour avec humidité relative > 80 % en hiver), vents forts fréquents.
Pour la période 1971-2000, la température annuelle moyenne est de 10 °C, avec une amplitude thermique annuelle de 14 °C. Le cumul annuel moyen de précipitations est de 774 mm, avec 12,7 jours de précipitations en janvier et 8,4 jours en juillet. Pour la période 1991-2020, la température moyenne annuelle observée sur la station météorologique la plus proche, située sur la commune d'Oisemont à 22 km à vol d'oiseau, est de 11,1 °C et le cumul annuel moyen de précipitations est de 801,4 mm,. Pour l'avenir, les paramètres climatiques de la commune estimés pour 2050 selon différents scénarios d'émission de gaz à effet de serre sont consultables sur un site dédié publié par Météo-France en novembre 2022.

## Urbanisme

### Typologie
Au 1er janvier 2024, Fricamps est catégorisée commune rurale à habitat dispersé, selon la nouvelle grille communale de densité à sept niveaux définie par l'Insee en 2022.
Elle est située hors unité urbaine. Par ailleurs la commune fait partie de l'aire d'attraction d'Amiens, dont elle est une commune de la couronne,. Cette aire, qui regroupe 369 communes, est catégorisée dans les aires de 200 000 à moins de 700 000 habitants,.

### Occupation des sols
L'occupation des sols de la commune, telle qu'elle ressort de la base de données européenne d'occupation biophysique des sols Corine Land Cover (CLC), est marquée par l'importance des territoires agricoles (74,1 % en 2018), une proportion sensiblement équivalente à celle de 1990 (74,3 %). La répartition détaillée en 2018 est la suivante : 
terres arables (58,8 %), forêts (25,7 %), prairies (9,2 %), zones agricoles hétérogènes (6,1 %), zones industrielles ou commerciales et réseaux de communication (0,2 %). L'évolution de l'occupation des sols de la commune et de ses infrastructures peut être observée sur les différentes représentations cartographiques du territoire : la carte de Cassini (XVIIIe siècle), la carte d'état-major (1820-1866) et les cartes ou photos aériennes de l'IGN pour la période actuelle (1950 à aujourd'hui).

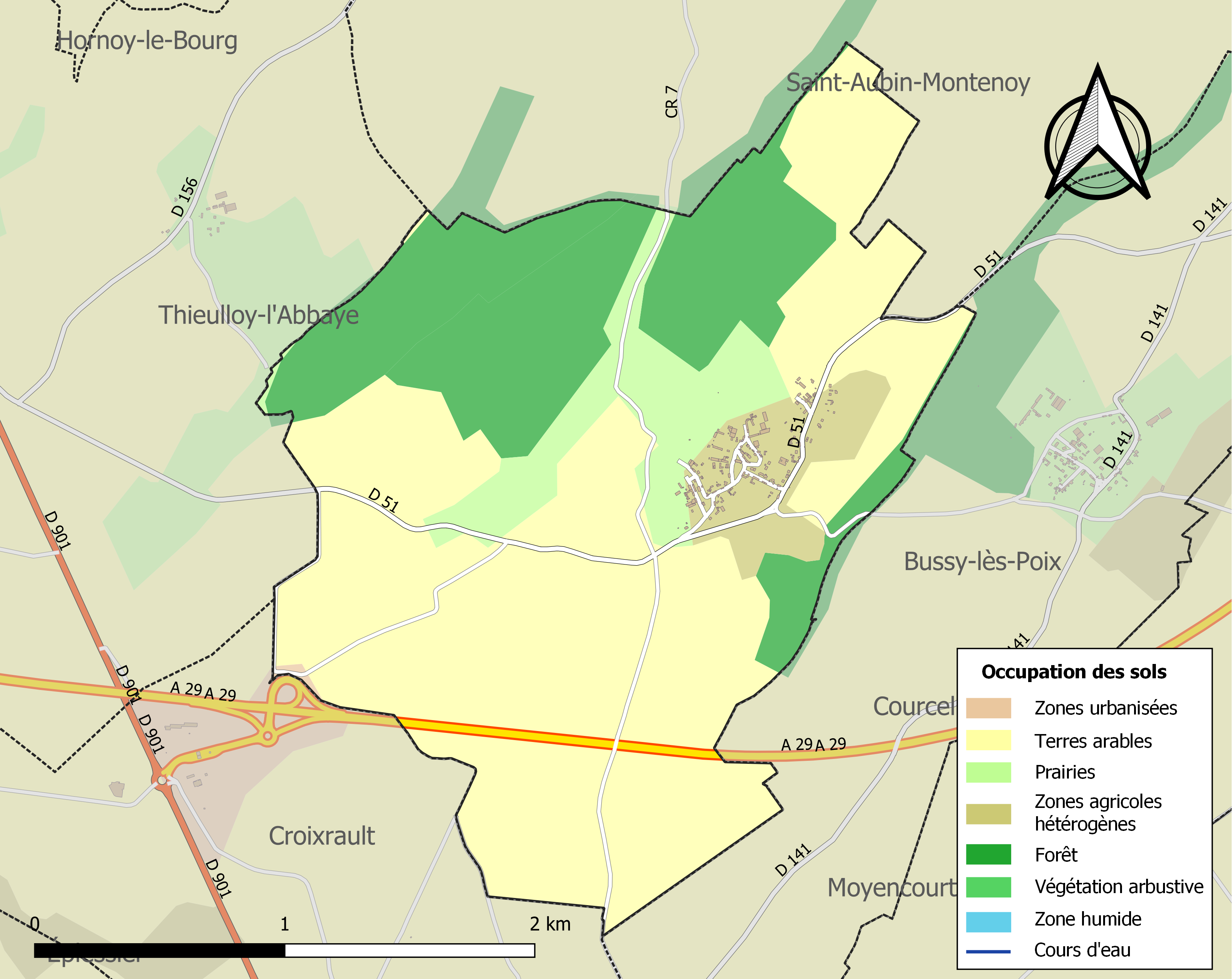
Carte des infrastructures et de l'occupation des sols de la commune en 2018 (CLC).

### Voies de communication et transports
Il est desservi par la RD 51. L'autoroute A29 emprunte le territoire communal, au sud, dont la sortie 13 Croixrault limite au sud-ouest le territoire communal. Il est également aisément accessible depuis le tracé initial de l'ex-RN 1 (actuelle RD 901) qui relie Beauvais à Abbeville.

## Toponymie
La forme primitive du nom est (Ferris Campis, synonyme du Ferrus Ager de Festus Pompeius).

Le nom de la localité est attesté sous les formes Friscamps en 1221 ; Friscampi en 1234 ; Frigant en 1251 ; Freacamps en 1293 ; Fricans en 1299 ; Friscans en 1301 ; Fricamps en 1337 ; Friquans en 1461 ; Friquains en 1516 ; Freucamps en 1487 ; Fricamps en 1567 ; Fricamp en 1657 ; Fricamp et le Viage en 1801 ; Fricamps-le-Viage en 1836 ; Frican en 1696.
L'étymologie de ce toponyme provient de l'agglutination du francique frei et du latin campus qui signifie : « le champ libre de taxes seigneuriales », de l'oïl frie « terre en friche » et du pluriel du picard camp : « champs en friche ».

## Histoire
Selon les auteurs du Dictionnaire historique et archéologique de la Picardie de 1919« La voie de Flandre passait à proximité, ce qui explique concurremment avec la forme primitive du nom (Ferris Campis, synonyme du Ferrus Ager de Festus Pompeius) l'existence d'une station gallo-romaine dont Alcius Ledieu a trouvé les débris — tuites à rebord, poteries — jonchant le territoire, notamment au lieu-dit  « les terres du couvent »  entre Fricamps et Croixrault. Le couvent dont il est ici question est, sans conteste, l'Abbaye du Gard, à cause de sa cense toute voisine d'Hermillies On a trouvé aussi des silex polis ou non vers Montenoy. une monnaie de bronze d'Antonin-le-Pieux dans un jardin au centre du village. Dans l'église existait une chapelle dite de « Notre-Dame de la Roze » créée sans doute au XIIe siècle, en imitation de la chapelle de la Rose, de la basilique de Saint-Firmin-le-Confesseur à Amiens. II dut y avoir quelque corrélation entre cette fondation de Fricamps et celles que nous avons signalées dans la paroisse contiguë, à Bussy ».
La commune de Fricamps, instituée lors de la Révolution française, absorbe entre 1790 et 1794 celle du Viage, et porte un certain temps la dénomination de Fricamps-et-le-Viage.

## Politique et administration

### Rattachements administratifs et électoraux
La commune se trouve dans l'arrondissement d'Amiens du département de la Somme. Pour l'élection des députés, elle fait partie depuis 2012 de la quatrième circonscription de la Somme.
Elle fait partie depuis 1801 du canton de Poix-de-Picardie. Dans le cadre du redécoupage cantonal de 2014 en France, ce canton, où la commune reste intégrée, est modifié et agrandi.

### Intercommunalité
La commune était membre de la communauté de communes du Sud-Ouest Amiénois (CCSOA), créée en 2004.
Dans le cadre des dispositions de la loi portant nouvelle organisation territoriale de la République du 7 août 2015, qui prévoit que les établissements publics de coopération intercommunale (EPCI) à fiscalité propre doivent avoir un minimum de 15 000 habitants, la préfète de la Somme propose en octobre 2015 un projet de nouveau schéma départemental de coopération intercommunale (SDCI) qui prévoit la réduction de 28 à 16 du nombre des intercommunalités à fiscalité propre du département.
Ce projet prévoit la « fusion des communautés de communes du Sud-Ouest Amiénois, du Contynois et de la région d'Oisemont », le nouvel ensemble de 37 412 habitants regroupant 120 communes,. À la suite de l'avis favorable de la commission départementale de coopération intercommunale en janvier 2016, la préfecture sollicite l'avis formel des conseils municipaux et communautaires concernés en vue de la mise en œuvre de la fusion.
La communauté de communes Somme Sud-Ouest (CC2SO), dont est désormais membre la commune, est ainsi créée au 1er janvier 2017.

### Liste des maires
| Période                                  | Période                      | Identité      | Étiquette | Qualité                         |
| ---------------------------------------- | ---------------------------- | ------------- | --------- | ------------------------------- |
| Les données manquantes sont à compléter. |                              |               |           |                                 |
| mars 2001                                | En cours (au 8 octobre 2020) | Eddy Goethals |           | Réélu pour le mandat 2020-2026, |

.

## Démographie
L'évolution du nombre d'habitants est connue à travers les recensements de la population effectués dans la commune depuis 1793. Pour les communes de moins de 10 000 habitants, une enquête de recensement portant sur toute la population est réalisée tous les cinq ans, les populations de référence des années intermédiaires étant quant à elles estimées par interpolation ou extrapolation. Pour la commune, le premier recensement exhaustif entrant dans le cadre du nouveau dispositif a été réalisé en 2006.

En 2022, la commune comptait 179 habitants, en évolution de +3,47 % par rapport à 2016 (Somme : −1,26 %, France hors Mayotte : +2,11 %).
| 1793 | 1800 | 1806 | 1821 | 1831 | 1836 | 1841 | 1846 | 1851 |
| ---- | ---- | ---- | ---- | ---- | ---- | ---- | ---- | ---- |
| 472  | 490  | 455  | 461  | 456  | 465  | 429  | 418  | 411  |

| 1856 | 1861 | 1866 | 1872 | 1876 | 1881 | 1886 | 1891 | 1896 |
| ---- | ---- | ---- | ---- | ---- | ---- | ---- | ---- | ---- |
| 381  | 364  | 322  | 273  | 241  | 233  | 218  | 204  | 219  |

| 1901 | 1906 | 1911 | 1921 | 1926 | 1931 | 1936 | 1946 | 1954 |
| ---- | ---- | ---- | ---- | ---- | ---- | ---- | ---- | ---- |
| 202  | 182  | 168  | 154  | 154  | 152  | 139  | 108  | 110  |

| 1962 | 1968 | 1975 | 1982 | 1990 | 1999 | 2006 | 2011 | 2016 |
| ---- | ---- | ---- | ---- | ---- | ---- | ---- | ---- | ---- |
| 123  | 119  | 92   | 83   | 77   | 104  | 124  | 143  | 173  |

| 2021 | 2022 | - | - | - | - | - | - | - |
| ---- | ---- | - | - | - | - | - | - | - |
| 181  | 179  | - | - | - | - | - | - | - |

## Culture locale et patrimoine

### Lieux et monuments
- Église Saint-Pierre.
- Chapelle Saint-Pierre dans le cimetière. C'est la sépulture des seigneurs locaux, les Pingré, Gomer, Guillebon et de desservants du village[31].

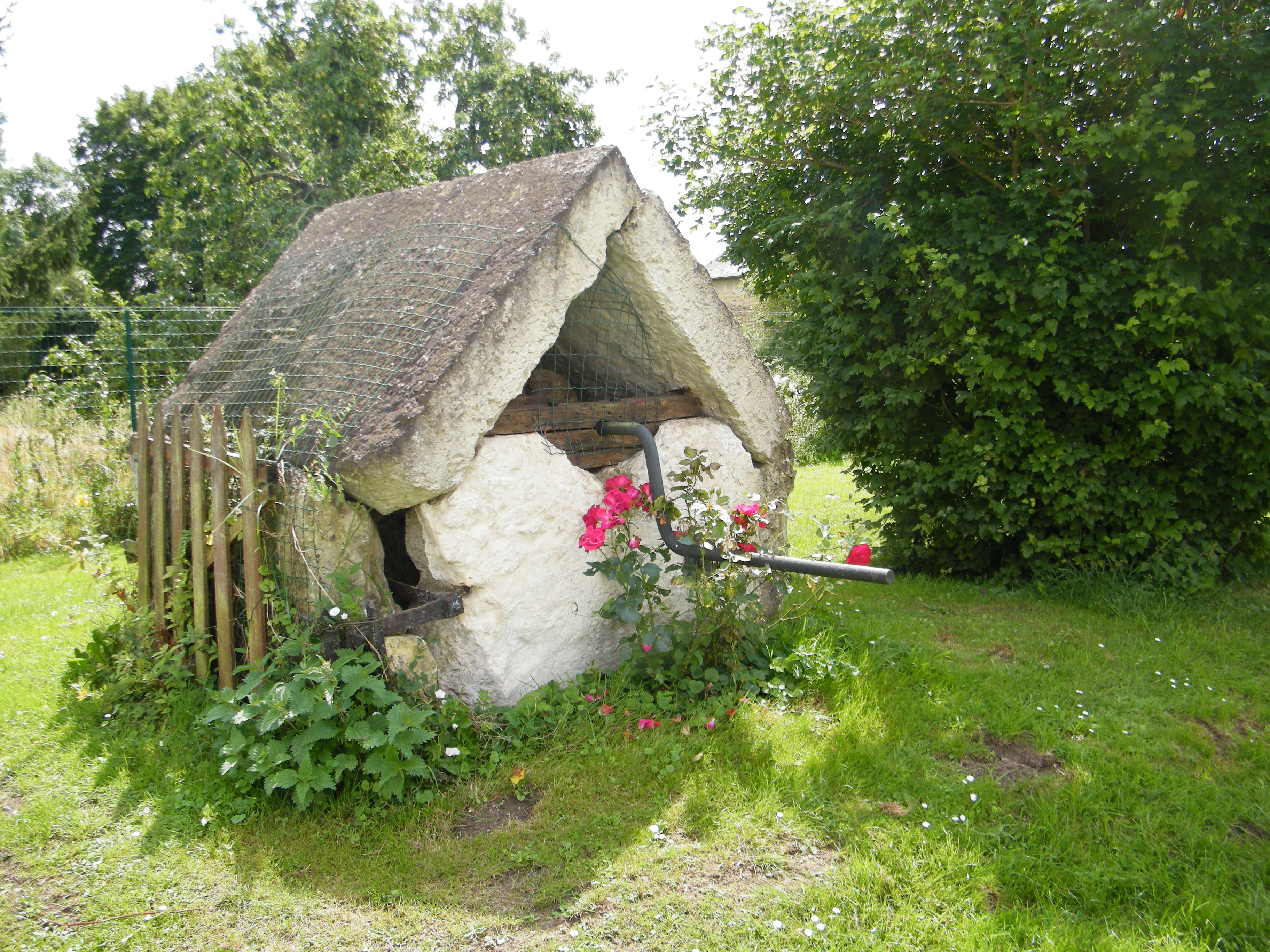
Puits en pierre.
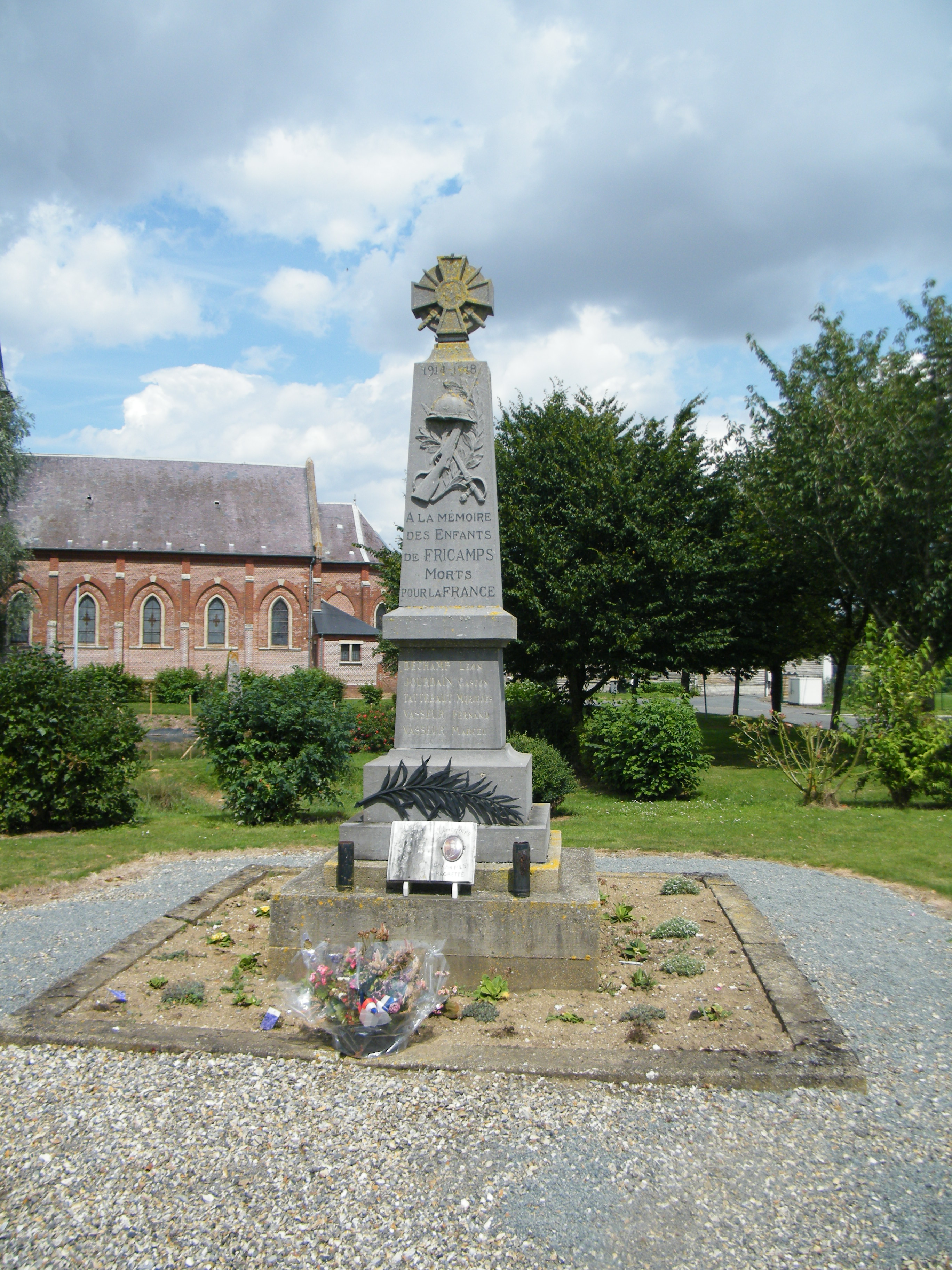
Monument aux morts.
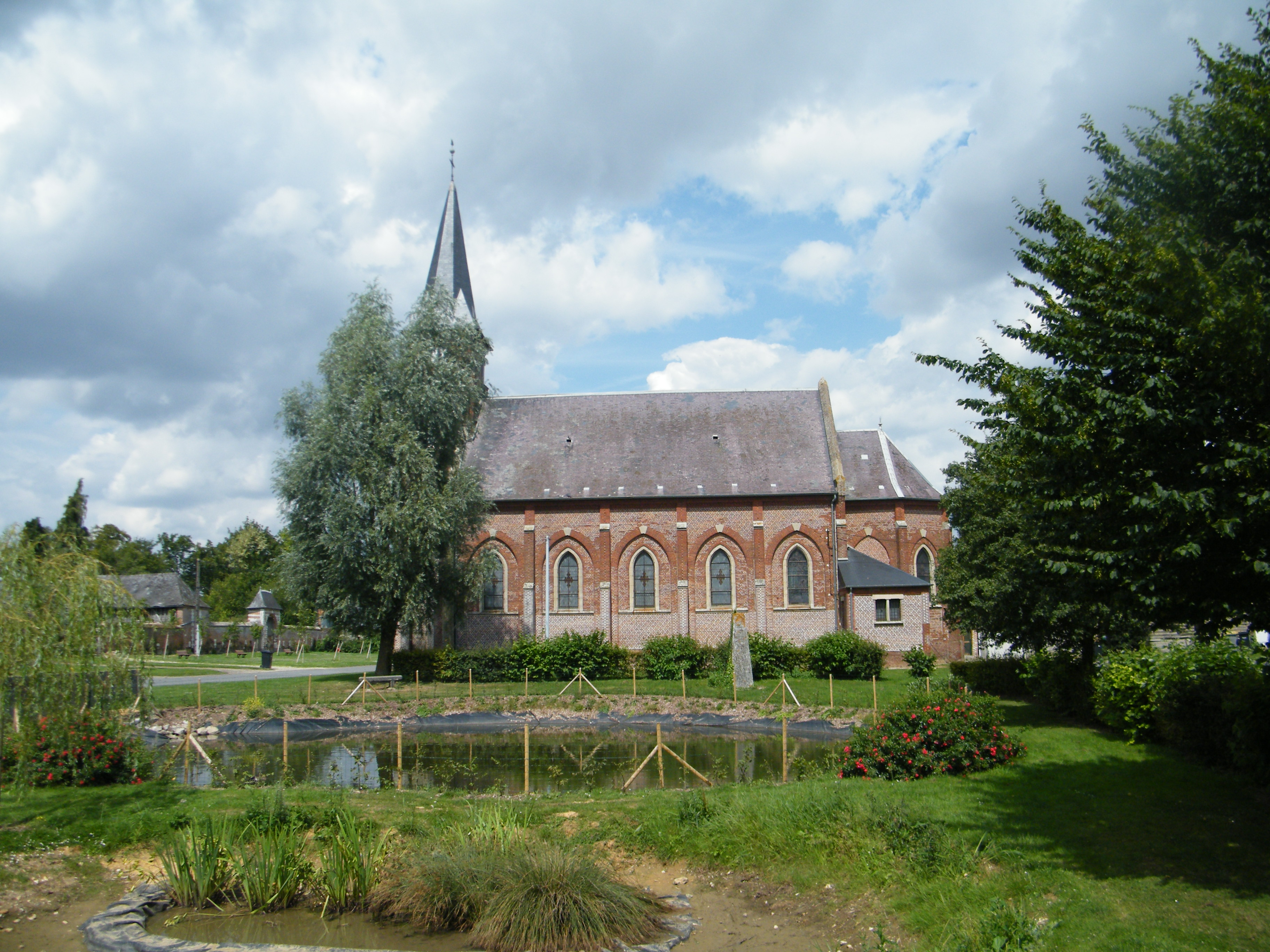
L'église Saint-Pierre.

### Personnalités liées à la commune
- « Jean de Belleval épousa Marie de Fricamps, d'une très ancienne et très considérable maison de Picardie, dont la branche aînée fixée dans son château de Fricamps (canton de Poix (Somme), s'éteignit vers 1320 dans la maison de Sarcus , tandis que la branche cadette , établie en Basse- Normandie où le roi Saint-Louis lui donna en 1231 la terre et seigneurie de Montfarville et des fiefs à Carnanville, Quettehou, Valcanville, Gerville, Mobec et Véli, devait s'éteindre soixante-dix ans après dans la maison de Belleval , par une seconde alliance[32] ».
- Comte Godmard Charles Octave du Faÿ, capitaine au 8e régiment de hussards, né le 28 mai 1831 à Fricamps, mort le 19 février 1898, chevalier de la Légion d'honneur en 1871, demeura au château de Fricamps[33].

### Héraldique
| Blason de Fricamps | Blason  | De gueules à la bande d'or, chargée en chef d'une étoile de sable posée à plomb, accompagnée de huit croisettes aussi d'or posées en orle . |
| Blason de Fricamps | Détails | Le statut officiel du blason reste à déterminer.                                                                                            |